# Chris Evert
Christine Marie "Chris" Evert (Fort Lauderdale, Florida, EUA, 21 de desembre de 1954) és una extennista professional estatunidenca que va ostentar el primer lloc de la WTA durant un total de 262 setmanes.
Durant la seva carrera, va guanyar 18 títols individuals de Grand Slam, entre ells 7 Roland Garros, així com 3 títols més en dobles. Fou número 1 del rànquing individual al final dels anys 1974, 1975, 1976, 1977, 1978, 1980 i 1981. Amb 1.309 victòries i només 145 derrotes en partits individuals, Evert ostenta el millor coeficient (0,905) de tots els jugadors professionals de la història. Va guanyar un total de 157 títols individuals i 29 de dobles, i va disputar un total de 34 finals de Grand Slam, més que qualsevol altre tennista en la història del tennis.
Fou presidenta de la Women's Tennis Association durant 11 anys en dues etapes (1975-76 i 1983-91) i l'any 1995 fou admesa al International Tennis Hall of Fame. Posteriorment ha exercit com a treballadora i com a analista de la ESPN.

## Biografia
Evert va néixer a Fort Lauderdale, Florida, filla de Colette Thompson i Jimmy Evert, que era entrenador professional de tennis, i va tenir tres germans: John, Jeanne i Clare. Aquest esport estigué molt present en la vida de la família i tots els germans van jugar a tennis. De fet, la seva germana Jeanne també va esdevenir tennista professional. Chris Evert es va graduar l'any 1973 al St. Thomas Aquinas High School de Fort Lauderdale.
Abans d'aconseguir el primer títol de Grand Slam, Evert va signar un contracte amb Calvin Klein per promocionar una línia de roba esportiva.
A principis dels anys 70 va mantenir una relació amorosa amb el famós tennista Jimmy Connors, amb el qual van jugar algun torneig en categoria de dobles mixts. Durant aquesta època tenia 19, i segons comenta Connors en la seva autobiografia, havien confirmat una data pel casament i ella havia quedat embarassada, però a causa de pressions familiars va decidir avortar i tallar la relació amorosa. L'any 1979 es va casar amb el tennista britànic John Lloyd i ella va canviar-se el nom per Chris Evert-Lloyd. Després d'un afer amorós amb el cantant britànic Adam Faith, la parella es va divorciar l'any 1987. El 1988 es va casar amb l'esquiador estatunidenc Andy Mill, amb qui va tenir tres fills: Alexander James (1991), Nicholas Joseph (1994) i Colton Jack (1996). Es van divorciar el 4 de desembre de 2006. Posteriorment es va casar amb el famós jugador de golf Greg Norman el 28 de juny de 2008 a les Bahames, però només 15 mesos després van iniciar els tràmits de divorci que es va produir el 8 de desembre de 2009.
Evert treballa actualment en l'acadèmia de tennis que porta el seu nom a Boca Raton, Florida, i entrena l'equip de tennis de l'institut Saint Andrew's School. També ha realitzat tasques de periodisme escrivint articles a la revista Tennis el 2009, i fent de comentarista pel canal de televisió ESPN el 2011.

## Torneigs de Grand Slam

### Individual: 34 (18−16)
| Resultat  | Núm. | Any  | Torneig              | Oponent en la final     | Marcador         |
| --------- | ---- | ---- | -------------------- | ----------------------- | ---------------- |
| Finalista | 1.   | 1973 | Roland Garros        | Margaret Court          | 7−6, 6−7, 4−6    |
| Finalista | 2.   | 1973 | Wimbledon            | Billie Jean King        | 0−6, 5−7         |
| Finalista | 3.   | 1974 | Open d'Austràlia     | Evonne Goolagong        | 6−7, 6−4, 0−6    |
| Campiona  | 1.   | 1974 | Roland Garros        | Olga Morozova           | 6−1, 6−2         |
| Campiona  | 2.   | 1974 | Wimbledon            | Olga Morozova           | 6−0, 6−4         |
| Campiona  | 3.   | 1975 | Roland Garros (2)    | Martina Navrátilová     | 2−6, 6−2, 6−1    |
| Campiona  | 4.   | 1975 | US Open              | Evonne Goolagong        | 5−7, 6−4, 6−2    |
| Campiona  | 5.   | 1976 | Wimbledon (2)        | Evonne Goolagong        | 6−3, 4−6, 8−6    |
| Campiona  | 6.   | 1976 | US Open (2)          | Evonne Goolagong        | 6−3, 6−0         |
| Campiona  | 7.   | 1977 | US Open (3)          | Wendy Turnbull          | 7−6, 6−2         |
| Finalista | 4.   | 1978 | Wimbledon (2)        | Martina Navrátilová     | 6−2, 4−6, 5−7    |
| Campiona  | 8.   | 1978 | US Open (4)          | Pam Shriver             | 7−5, 6−4         |
| Campiona  | 9.   | 1979 | Roland Garros (3)    | Wendy Turnbull          | 6−2, 6−0         |
| Finalista | 5.   | 1979 | Wimbledon (3)        | Martina Navrátilová     | 4−6, 4−6         |
| Finalista | 6.   | 1979 | US Open              | Tracy Austin            | 4−6, 3−6         |
| Campiona  | 10.  | 1980 | Roland Garros (4)    | Virginia Ruzici         | 6−0, 6−3         |
| Finalista | 7.   | 1980 | Wimbledon (4)        | Evonne Goolagong Cawley | 1−6, 6−7         |
| Campiona  | 11.  | 1980 | US Open (5)          | Hana Mandlíková         | 5−7, 6−1, 6−1    |
| Campiona  | 12.  | 1981 | Wimbledon (3)        | Hana Mandlíková         | 6−2, 6−2         |
| Finalista | 8.   | 1981 | Open d'Austràlia (2) | Martina Navrátilová     | 7−6, 4−6, 5−7    |
| Finalista | 9.   | 1982 | Wimbledon (5)        | Martina Navrátilová     | 1−6, 6−3, 2−6    |
| Campiona  | 13.  | 1982 | US Open (6)          | Hana Mandlíková         | 6−3, 6−1         |
| Campiona  | 14.  | 1982 | Open d'Austràlia     | Martina Navrátilová     | 6−3, 2−6, 6−3    |
| Campiona  | 15.  | 1983 | Roland Garros (5)    | Mima Jaušovec           | 6−1, 6−2         |
| Finalista | 10.  | 1983 | US Open (2)          | Martina Navrátilová     | 1−6, 3−6         |
| Finalista | 11.  | 1984 | Roland Garros (2)    | Martina Navrátilová     | 3−6, 1−6         |
| Finalista | 12.  | 1984 | Wimbledon (6)        | Martina Navrátilová     | 6−7, 2−6         |
| Finalista | 13.  | 1984 | US Open (3)          | Martina Navrátilová     | 6−4, 4−6, 4−6    |
| Campiona  | 16.  | 1984 | Open d'Austràlia (2) | Helena Suková           | 6−7(4), 6−1, 6−3 |
| Campiona  | 17.  | 1985 | Roland Garros (6)    | Martina Navrátilová     | 6−3, 6−7(4), 7−5 |
| Finalista | 14.  | 1985 | Wimbledon (7)        | Martina Navrátilová     | 6−4, 3−6, 2−6    |
| Finalista | 15.  | 1985 | Open d'Austràlia (3) | Martina Navrátilová     | 2−6, 6−4, 2−6    |
| Campiona  | 18.  | 1986 | Roland Garros (7)    | Martina Navrátilová     | 2−6, 6−3, 6−3    |
| Finalista | 16.  | 1988 | Open d'Austràlia (4) | Steffi Graf             | 1−6, 6−7(3)      |

### Dobles: 4 (3−1)
| Resultat  | Núm. | Any  | Torneig           | Parella             | Oponents en la final            | Marcador      |
| --------- | ---- | ---- | ----------------- | ------------------- | ------------------------------- | ------------- |
| Campiona  | 1.   | 1974 | Roland Garros     | Olga Morozova       | Gail Lovera Katja Ebbinghaus    | 6−3, 2−6, 6−1 |
| Campiona  | 2.   | 1975 | Roland Garros (2) | Martina Navrátilová | Julie Anthony Olga Morozova     | 6−3, 6−2      |
| Campiona  | 3.   | 1976 | Wimbledon         | Martina Navrátilová | Billie Jean King Betty Stöve    | 6−1, 3−6, 7−5 |
| Finalista | 1.   | 1988 | Open d'Austràlia  | Wendy Turnbull      | Martina Navrátilová Pam Shriver | 0−6, 5−7      |

### Dobles mixts: 1 (0−1)
| Resultat  | Núm. | Any  | Torneig | Parella       | Oponents en la final         | Marcador |
| --------- | ---- | ---- | ------- | ------------- | ---------------------------- | -------- |
| Finalista | 1.   | 1974 | US Open | Jimmy Connors | Pam Teeguarden Geoff Masters | 1−6, 6−7 |

## Carrera esportiva
El seu pare, que era entrenador de tennis professional, va començar a fer-li classes de tennis amb només cinc anys. Ràpidament va començar a destacar en els torneigs infantils i només amb 14 anys va debutar en un torneig professional a la seva ciutat natal Fort Lauderdale l'any 1969, arribant a semifinals fins a perdre davant Mary-Ann Eisel. Aquesta va ser la millor actuació d'una debutant en un torneig professional fins que Jennifer Capriati la va superar l'any 1990 arribant a la final de Boca Raton amb només 13 anys. El següent any va seguir disputant torneigs per la seva edat però també fou convidada a participar en el torneig de Charlotte. Allà va superar la número 1 del rànquing individual, Margaret Court, a semifinals. Aquesta actuació li van proporcionar l'oportunitat d'entrar a l'equip estatunidenc que disputava la desapareguda Wightman Cup, la tennista més jove que va participar en aquesta competició.
El seu debut en un Grand Slam fou l'Open dels Estats Units el 1971 amb 16 anys gràcies a una invitació de l'organització. Evert es va plantar a semifinals després de superar diverses caps de sèrie i punts de partit. A semifinals fou derrotada per Billie Jean King i va trencar un total de 46 victòries consecutives entre torneigs professionals i júniors. L'any 1973 va arribar a les finals del Roland Garros i Wimbledon. La temporada següent (1974) va encadenar 55 victòries consecutives amb un total de vuit títols, entre ells el Roland Garros i Wimbledon. La temporada va acabar amb un registre de 100 victòries i només 7 derrotes, i un total de 16 títols, dels quals dos van ser Grand Slams i fou finalista en el seu primer Open d'Austràlia. En aquesta època encara no existia el rànquing WTA però la majoria d'analistes consideraven que ja era la millor tennista del moment. La seva parella del moment, Jimmy Connors també va guanyar a Wimbledon i llavors van decidir disputar el US Open en dobles mixtos, sent finalment finalistes.
El novembre de 1975, l'organització del circuit WTA va instaurar el rànquing individual de forma computaritzada de manera que Evert fou la primera tennista número 1 del rànquing. Va aconseguir ser número 1 del rànquing durant 260 setmanes ocupant el tercer lloc dins la classificació de tennistes amb més setmanes al capdavant del rànquing per darrere de Steffi Graf i Martina Navrátilová. Fins al febrer de 2013 fou la tennista més veterana en ser número 1 amb 30 anys i 11 mesos, però fou superada per Serena Williams.
Durant els següents cinc anys, Evert fou la millor tennista del món i només va perdre el número 1 del rànquing en alguns intervals. L'any 1975 va guanyar el segon Roland Garros i el primer dels quatre US Open. La següent temporada (1976) va guanyar Wimbledon i US Open superant novament a Evonne Goolagong Cawley. Seguint amb el seu domini, els dos anys posteriors va guanyar el US Open, el darrer disputat sobre terra batuda i el primer sobre pista dura celebrat a Nova York. Durant aquesta època va guanyar 18 títols i almenys va disputar les semifinals de tots els torneigs on va participar excepte en una ocasió.
A final de la dècada dels 70 va emergir la figura de Martina Navratilova que va començar a discutir-li el domini sobre el circuit femení. Malgrat que sovint eren companyes disputant partits de dobles i fora de les pistes eren bones amigues, la seva rivalitat dins la pista va esdevenir un dels grans episodis en la història del tennis. En el millor moment esportiu d'Evert, el seu domini sobre Navratilova es traduïa amb 30 victòries sobre 18 derrotes en els seus enfrontaments. A partir de 1982, Navratilova va millorar espectacularment el seu rendiment i va encadenar una ratxa de 13 victòries consecutives fins a superar a Evert. La rivalitat entre elles va establir la marca de 43 victòries per Navratilova i 37 per Evert. Malgrat que Navratilova la superés al llarg dels seus enfrontaments, Evert la va poder guanyar una vegada per un doble 6-0 sense que Navratilova mai aconseguís venjar-se d'aquesta humiliant desfeta.
A part dels títols individuals, Evert també va guanyar tres títols Grand Slam en dobles, dos al Roland Garros (1974 amb Olga Morozova i 1975 amb Navratilova) i un a Wimbledon (1976 amb Navratilova). També va disputar la Copa Federació amb l'equip estatunidenc guanyant el títol en vuit ocasions.
Evert es va retirar del circuit professional l'any 1989 amb un total de 154 títols individuals i 32 de dobles. El seu registre en finals fou de 154 victòries i 72 derrotes (68,6%). A nivell total, Evert va aconseguir 1309 victòries i només 145 derrotes en el circuit professional amb un percentatge de 90% de victòries, el més alt en la història del tennis. Una altra de les fites més importants que va aconseguir durant la seva carrera fou que va guanyar almenys un títol individual de Grand Slam durant 13 temporades consecutives, des de 1974 fins a 1986. Cal tenir en compte que no va disputar l'Open d'Austràlia entre 1975 i 1980, i tampoc el Roland Garros entre 1976 i 1978, reduint així el nombre d'oportunitats per guanyar algun títol d'aquesta categoria. De fet, entre el primer Grand Slam que va disputar el 1981 i el juny de 1983, no es va perdre cap semifinal de tots els torneigs Grand Slam que va disputar, 34 consecutives, i només va caure abans de semifinals només en quatre ocasions.
Malgrat que va aconseguir èxits en totes les superfícies, fou sobre terra batuda on realment fou dominant. Com a demostració, entre agost de 1973 i maig de 1979 va guanyar 125 partits consecutius sobre aquesta superfície cedint únicament 8 sets, marca que encara no ha estat superada en el circuit femení ni masculí. Aquesta ratxa tan espectacular es va trencar a Roma quan va caure davant Tracy Austin en tres sets i havent tingut un punt de partit. Tanmateix, seguidament va encadenar 64 victòries seguides incloent dos títols Roland Garros (1979 i 1980) però va ser derrotada en l'edició de 1981 per Hana Mandlíková. Així doncs, va aconseguir 189 victòries en 191 partits disputats sobre terra batuda entre els anys 1973 i 1981. Aquest magnífic rendiment li va permetre aconseguir set títols Roland Garros, rècord en el circuit femení.
En la seva trajectòria destaca la seva gran rivalitat esportiva amb Martina Navrátilová, que no personal, ja que eren bones amigues i fins i tot van jugar diversos partits de dobles com a parella. Es considera que és una de les més gran rivalitats en la història del tennis i de l'esport en general. Es van enfrontar al llarg de quinze anys (1973-1988) disputant un total de 80 partits. Evert va aconseguir 37 victòries dominant la primera meitat de la rivalitat mentre que Navrátilová 43 que va recuperar la distància en la segona meitat. Malgrat la igualtat en els enfrontaments, Navrátilová va dominar els seus enfrontaments en finals (36-25), especialment en els Grand Slams (10-4). Per superfície, Evert va dominar clarament sobre terra batuda però en la resta va guanyar Navrátilová.

## Palmarès: 192 (154−30−0−8)

### Individual: 226 (154−72)
| Llegenda                                               |
| ------------------------------------------------------ |
| Grand Slams (18−16)                                    |
| Virginia Slims Championships / WTA Championships (6−5) |
| Altres (130−51)                                        |

| Resultat   | Núm. | Data                    | Torneig                                                    | Superfície   | Oponent en la final     | Marcador         |
| ---------- | ---- | ----------------------- | ---------------------------------------------------------- | ------------ | ----------------------- | ---------------- |
| Guanyadora | 1.   | 5 d'abril de 1971       | Saint Petersburg, Estats Units                             | Terra batuda | Julie Heldman           | 6−1, 6−2         |
| Guanyadora | 2.   | 12 d'abril de 1971      | Charlotte, Estats Units                                    | Terra batuda | Laura duPont            | 6−2, 6−0         |
| Guanyadora | 3.   | 5 de maig de 1971       | Tulsa, Estats Units                                        | Terra batuda | Mary-Ann Eisel          | 6−0, 6−3         |
| Guanyadora | 4.   | 23 d'agost de 1971      | Orange, Estats Units                                       | Gespa        | Helen Gourlay           | 6−4, 6−0         |
| Guanyadora | 5.   | 1 de febrer de 1972     | Fort Lauderdale, Estats Units                              | Terra batuda | Billie Jean King        | 6−1, 6−0         |
| Finalista  | 1.   | 20 de febrer de 1972    | Washington D.C., Estats Units                              | Moqueta      | Nancy Richey            | 6−7, 2−6         |
| Finalista  | 2.   | 27 de març de 1972      | San Juan, Puerto Rico                                      | Dura         | Nancy Richey            | 1−6, 3−6         |
| Finalista  | 3.   | 11 d'abril de 1972      | Saint Petersburg                                           | Terra batuda | Nancy Richey            | 3−6, 4−6         |
| Guanyadora | 6.   | 3 de maig de 1972       | Indianapolis, Estats Units                                 | Moqueta (i)  | Evonne Goolagong        | 7−6, 6−1         |
| Guanyadora | 7.   | 19 de juny de 1972      | Queen's, Regne Unit                                        | Gespa        | Karen Krantzcke         | 6−4, 6−0         |
| Guanyadora | 8.   | 7 d'agost de 1972       | Indianapolis, Estats Units                                 | Terra batuda | Evonne Goolagong        | 7−6, 6−1         |
| Guanyadora | 9.   | 7 d'octubre de 1972     | VS Championships, Boca Raton, Estats Units                 | Terra batuda | Kerry Reid              | 7−5, 6−4         |
| Guanyadora | 10.  | 4 de març de 1973       | Fort Lauderdale (2)                                        | Terra batuda | Virginia Wade           | 6−1, 6−2         |
| Guanyadora | 11.  | 19 de març de 1973      | Akron, Estats Units                                        | Moqueta (i)  | Olga Morozova           | 6−3, 6−4         |
| Guanyadora | 12.  | 26 de març de 1973      | Nova York, Estats Units                                    |              | Katja Ebbinghaus        | 6−0, 6−4         |
| Guanyadora | 13.  | 2 d'abril de 1973       | Sarasota, Estats Units                                     |              | Evonne Goolagong        | 6−3, 6−2         |
| Guanyadora | 14.  | 15 d'abril de 1973      | Miami, Estats Units                                        | Terra batuda | Evonne Goolagong        | 3−6, 6−3, 6−2    |
| Guanyadora | 15.  | 22 d'abril de 1973      | Saint Petersburg (2)                                       | Terra batuda | Evonne Goolagong        | 6−2, 0−6, 6−4    |
| Finalista  | 4.   | 21 de maig de 1973      | Roland Garros, França                                      | Terra batuda | Margaret Court          | 7−6, 6−7, 4−6    |
| Finalista  | 5.   | 4 de juny de 1973       | Roma, Itàlia                                               | Terra batuda | Evonne Goolagong        | 6−7, 0−6         |
| Finalista  | 6.   | 25 de juny de 1973      | Wimbledon, Regne Unit                                      | Gespa        | Billie Jean King        | 0−6, 5−7         |
| Guanyadora | 16.  | 23 de juliol de 1973    | Cleveland, Estats Units                                    |              | Linda Tuero             | 6−0, 6−0         |
| Guanyadora | 17.  | 30 de juliol de 1973    | Atlantic City, Estats Units                                |              | Marita Redondo          | 6−2, 7−5         |
| Finalista  | 7.   | 6 d'agost de 1973       | Cincinnati, Estats Units                                   | Terra batuda | Evonne Goolagong        | 2−6, 5−7         |
| Guanyadora | 18.  | 13 d'agost de 1973      | Indianapolis (2)                                           | Terra batuda | Veronica Burton         | 6−4, 6−3         |
| Finalista  | 8.   | 9 de setembre de 1973   | Hilton Head, Estats Units                                  |              | Margaret Court          | Retirada         |
| Guanyadora | 19.  | 24 de setembre de 1973  | Colombus, Estats Units                                     |              | Margaret Court          | Retirada         |
| Guanyadora | 20.  | 15 d'octubre de 1973    | VS Championships, Boca Raton (2)                           | Terra batuda | Nancy Richey            | 6−3, 6−3         |
| Guanyadora | 21.  | 20 de novembre de 1973  | Johannesburg, Sud-àfrica                                   |              | Evonne Goolagong        | 6−3, 6−3         |
| Finalista  | 9.   | 26 de desembre de 1973  | Open d'Austràlia, Austràlia                                | Gespa        | Evonne Goolagong        | 6−7, 6−4, 0−6    |
| Finalista  | 10.  | 14 de gener de 1974     | San Francisco, Estats Units                                | Dura         | Billie Jean King        | 6−7, 2−6         |
| Guanyadora | 22.  | 21 de gener de 1974     | Palm Springs, Estats Units                                 |              | Billie Jean King        | 6−3, 6−1         |
| Guanyadora | 23.  | 10 de febrer de 1974    | Fort Lauderdale (3)                                        | Terra batuda | Kerry Reid              | Renúncia         |
| Guanyadora | 24.  | 5 de març de 1974       | Dallas, Estats Units                                       | Moqueta (i)  | Virginia Wade           | 7−5, 6−2         |
| Finalista  | 11.  | 25 de març de 1974      | Nova York                                                  | Moqueta (i)  | Billie Jean King        | 3−6, 6−3, 2−6    |
| Guanyadora | 25.  | 8 d'abril de 1974       | Sarasota (2)                                               |              | Evonne Goolagong        | 6−4, 6−0         |
| Guanyadora | 26.  | 15 d'abril de 1974      | Saint Petersburg (3)                                       | Terra batuda | Kerry Reid              | 6−0, 6−1         |
| Guanyadora | 27.  | 29 d'abril de 1974      | Hilton Head, Estats Units                                  | Terra batuda | Kerry Reid              | 6−1, 6−3         |
| Guanyadora | 28.  | 27 de maig de 1974      | Roma                                                       | Terra batuda | Martina Navrátilová     | 6−3, 6−3         |
| Guanyadora | 29.  | 3 de juny de 1974       | Roland Garros                                              | Terra batuda | Olga Morozova           | 6−1, 6−2         |
| Guanyadora | 30.  | 17 de juny de 1974      | Eastbourne, Regne Unit                                     | Gespa        | Virginia Wade           | 7−5, 6−4         |
| Guanyadora | 31.  | 24 de juny de 1974      | Wimbledon                                                  | Gespa        | Olga Morozova           | 6−0, 6−4         |
| Guanyadora | 32.  | 5 d'agost de 1974       | Indianapolis (3)                                           | Terra batuda | Gail Sherriff           | 6−0, 6−0         |
| Guanyadora | 33.  | 12 d'agost de 1974      | Toronto, Canadà                                            | Dura         | Julie Heldman           | 6−0, 6−3         |
| Guanyadora | 34.  | 19 d'agost de 1974      | Newport, Estats Units                                      | Gespa        | Betsy Nagelsen          | 6−4, 6−3         |
| Finalista  | 12.  | 23 de setembre de 1974  | Denver, Estats Units                                       |              | Evonne Goolagong        | 5−7, 6−3, 4−6    |
| Guanyadora | 35.  | 30 de setembre de 1974  | Houston, Estats Units                                      | Moqueta (i)  | Virginia Wade           | 6−3, 5−7, 6−1    |
| Finalista  | 13.  | 14 d'octubre de 1974    | VS Championships, Los Angeles, Estats Units                | Moqueta (i)  | Evonne Goolagong        | 3−6, 4−6         |
| Guanyadora | 36.  | 25 d'octubre de 1974    | Hilton Head                                                |              | Virginia Wade           | 6−1, 6−3         |
| Guanyadora | 37.  | 26 de novembre de 1974  | Tòquio (Japó)                                              |              | Rosie Casals            | 6−0, 6−2         |
| Guanyadora | 38.  | 6 de gener de 1975      | San Francisco                                              | Dura         | Billie Jean King        | 6−1, 6−1         |
| Finalista  | 14.  | 13 de gener de 1975     | Sarasota                                                   |              | Billie Jean King        | 2−6, 3−6         |
| Guanyadora | 39.  | 3 de febrer de 1975     | Akron (2)                                                  |              | Margaret Court          | 6−4, 3−6, 6−3    |
| Guanyadora | 40.  | 10 de març de 1975      | Houston (2)                                                | Moqueta (i)  | Margaret Court          | 6−3, 6−2         |
| Finalista  | 15.  | 24 de març de 1975      | Filadèlfia, Estats Units                                   | Dura (i)     | Virginia Wade           | 5−7, 4−6         |
| Guanyadora | 41.  | 2 d'abril de 1975       | VS Championships, Los Angeles (3)                          | Moqueta (i)  | Martina Navrátilová     | 6−4, 6−2         |
| Guanyadora | 42.  | 18 d'abril de 1975      | Austin, Estats Units                                       |              | Billie Jean King        | 4−6, 6−3, 7−6    |
| Guanyadora | 43.  | 21 d'abril de 1975      | Amelia Island (2)                                          | Terra batuda | Martina Navrátilová     | 7−5, 6−4         |
| Guanyadora | 44.  | 26 de maig de 1975      | Roma (2)                                                   | Terra batuda | Martina Navrátilová     | 6−2, 6−0         |
| Guanyadora | 45.  | 2 de juny de 1975       | Roland Garros (2)                                          | Terra batuda | Martina Navrátilová     | 2−6, 6−2, 6−1    |
| Guanyadora | 46.  | 4 d'agost de 1975       | Indianapolis (4)                                           | Terra batuda | Dianne Fromholtz        | 6−3, 6−4         |
| Guanyadora | 47.  | 18 d'agost de 1975      | Nova York (2)                                              | Dura (i)     | Virginia Wade           | 6−0, 6−1         |
| Guanyadora | 48.  | 25 d'agost de 1975      | US Open, Estats Units                                      | Terra batuda | Evonne Goolagong        | 5−7, 6−4, 6−2    |
| Guanyadora | 49.  | 12 de setembre de 1975  | Hilton Head (2)                                            |              | Evonne Goolagong        | 6−1, 6−1         |
| Guanyadora | 50.  | 15 de setembre de 1975  | Atlanta, Estats Units                                      | Moqueta (i)  | Martina Navrátilová     | 2−6, 6−2, 6−0    |
| Guanyadora | 51.  | 29 de setembre de 1975  | Palm Springs (2)                                           | Dura (i)     | Cynthia Sieler          | 6−1, 6−3         |
| Guanyadora | 52.  | 13 de d'octubre de 1975 | Orlando, Estats Units                                      | Terra batuda | Martina Navrátilová     | Retirada         |
| Guanyadora | 53.  | 9 de gener de 1976      | Austin (2)                                                 |              | Evonne Goolagong        | 6−3, 7−6         |
| Finalista  | 16.  | 12 de gener de 1976     | Houston                                                    | Moqueta (i)  | Martina Navrátilová     | 3−6, 4−6         |
| Guanyadora | 54.  | 19 de gener de 1976     | Washington D.C., Estats Units                              | Dura (i)     | Virginia Wade           | 6−2, 6−1         |
| Guanyadora | 55.  | 17 de febrer de 1976    | Detroit, Estats Units                                      | Dura         | Rosie Casals            | 6−4, 6−2         |
| Guanyadora | 56.  | 23 de febrer de 1976    | Sarasota (3)                                               | Moqueta (i)  | Evonne Goolagong        | 6−3, 6−0         |
| Guanyadora | 57.  | 1 de març de 1976       | San Francisco (2)                                          | Dura         | Evonne Goolagong        | 7−5, 7−6         |
| Finalista  | 17.  | 29 de març de 1976      | Filadèlfia (2)                                             | Dura (i)     | Evonne Goolagong        | 3−6, 6−7         |
| Finalista  | 18.  | 12 d'abril de 1976      | VS Championships, Los Angeles (2)                          | Moqueta (i)  | Evonne Goolagong        | 3−6, 7−5, 3−6    |
| Guanyadora | 58.  | 26 d'abril de 1976      | Amelia Island (3)                                          | Terra batuda | Kerry Reid              | 6−2, 6−2         |
| Guanyadora | 59.  | 14 de juny de 1976      | Eastbourne (2)                                             | Gespa        | Virginia Wade           | 8−6, 6−3         |
| Guanyadora | 60.  | 21 de juny de 1976      | Wimbledon (2)                                              | Gespa        | Evonne Goolagong        | 6−3, 4−6, 8−6    |
| Guanyadora | 61.  | 30 d'agost de 1976      | US Open (2)                                                | Terra batuda | Evonne Goolagong        | 6−3, 6−0         |
| Guanyadora | 62.  | 4 d'octubre de 1976     | Phoenix, Estats Units                                      | Dura (i)     | Dianne Fromholtz        | 6−1, 7−5         |
| Guanyadora | 63.  | 17 d'octubre de 1976    | Palm Springs (3)                                           |              | Françoise Dürr          | 6−1, 6−2         |
| Finalista  | 19.  | 1 de novembre de 1976   | Londres, Regne Unit                                        |              | Virginia Wade           | 2−6, 2−6         |
| Guanyadora | 64.  | 25 de novembre de 1976  | Tòquio (2)                                                 |              | Sue Barker              | 6−2, 7−6         |
| Finalista  | 20.  | 3 de gener de 1977      | Washington D.C. (2)                                        | Dura (i)     | Martina Navrátilová     | 2−6, 3−6         |
| Guanyadora | 65.  | 10 de gener de 1977     | Hollywood, Estats Units                                    | Moqueta (i)  | Margaret Court          | 6−3, 6−4         |
| Guanyadora | 66.  | 31 de gener de 1977     | Seattle, Estats Units                                      | Moqueta (i)  | Martina Navrátilová     | 6−2, 6−4         |
| Guanyadora | 67.  | 7 de febrer de 1977     | Chicago, Estats Units                                      | Moqueta (i)  | Margaret Court          | 6−1, 6−3         |
| Guanyadora | 68.  | 14 de febrer de 1977    | Los Angeles, Estats Units                                  | Dura (i)     | Martina Navrátilová     | 6−2, 2−6, 6−1    |
| Guanyadora | 69.  | 14 de març de 1977      | Filadèlfia                                                 | Dura (i)     | Martina Navrátilová     | 6−4, 4−6, 6−3    |
| Guanyadora | 70.  | 24 de març de 1977      | VS Championships, Nova York (4)                            | Moqueta (i)  | Sue Barker              | 2−6, 6−1, 6−1    |
| Guanyadora | 71.  | 28 de març de 1977      | Amelia Island (4)                                          | Terra batuda | Billie Jean King        | 6−0, 6−1         |
| Guanyadora | 72.  | 11 d'abril de 1977      | Tucson, Estats Units                                       | Moqueta (i)  | Martina Navrátilová     | 6−3, 7−6         |
| Guanyadora | 73.  | 29 d'agost de 1977      | US Open (3)                                                | Terra batuda | Wendy Turnbull          | 7−6, 6−2         |
| Guanyadora | 74.  | 3 d'octubre de 1977     | Atlanta (2)                                                | Moqueta (i)  | Dianne Fromholtz        | 6−3, 6−2         |
| Guanyadora | 75.  | 1 de novembre de 1977   | Colgate Series Championships, Palm Springs, Estats Units   | Dura         | Billie Jean King        | 6−2, 6−2         |
| Finalista  | 21.  | 13 de març de 1978      | Boston, Estats Units                                       | Moqueta (i)  | Evonne Goolagong        | 6−4, 1−6, 4−6    |
| Guanyadora | 76.  | 20 de març de 1978      | Filadèlfia (2)                                             | Dura         | Billie Jean King        | 6−0, 6−4         |
| Guanyadora | 77.  | 10 d'abril de 1978      | Hilton Head (5)                                            | Terra batuda | Kerry Reid              | 6−2, 6−0         |
| Finalista  | 22.  | 19 de juny de 1978      | Eastbourne                                                 | Gespa        | Martina Navrátilová     | 4−6, 6−4, 7−9    |
| Finalista  | 23.  | 26 de juny de 1978      | Wimbledon (2)                                              | Gespa        | Martina Navrátilová     | 6−2, 4−6, 5−7    |
| Guanyadora | 78.  | 28 d'agost de 1978      | US Open (4)                                                | Dura         | Pam Shriver             | 7−6, 6−4         |
| Guanyadora | 79.  | 25 de setembre de 1978  | Atlanta (3)                                                | Moqueta (i)  | Martina Navrátilová     | 7−6, 0−6, 6−3    |
| Guanyadora | 80.  | 9 d'octubre de 1978     | Minneapolis, Estats Units                                  | Moqueta (i)  | Virginia Wade           | 6−7, 6−2, 6−4    |
| Guanyadora | 81.  | 14 de novembre de 1978  | Colgate Series Championships, Palm Springs (2)             | Dura         | Martina Navrátilová     | 6−3, 6−3         |
| Guanyadora | 82.  | 11 de desembre de 1978  | Tòquio                                                     | Dura (i)     | Martina Navrátilová     | 7−5, 6−2         |
| Finalista  | 24.  | 8 de gener de 1979      | Oakland (2)                                                | Moqueta (i)  | Martina Navrátilová     | 5−7, 5−7         |
| Guanyadora | 83.  | 5 de febrer de 1979     | Seattle (2)                                                | Moqueta (i)  | Renée Richards          | 6−1, 3−6, 6−3    |
| Guanyadora | 84.  | 12 de febrer de 1979    | Los Angeles (2)                                            | Dura (i)     | Martina Navrátilová     | 6−3, 6−4         |
| Finalista  | 25.  | 26 de febrer de 1979    | Dallas                                                     | Moqueta (i)  | Martina Navrátilová     | 4−6, 4−6         |
| Guanyadora | 85.  | 31 de març de 1979      | Torneig de Carlsbad, Estats Units                          |              | Dianne Fromholtz        | 3−6, 6−3, 6−1    |
| Guanyadora | 86.  | 14 de maig de 1979      | Viena, Àustria                                             | Terra batuda | Caroline Stoll          | 6−1, 6−1         |
| Guanyadora | 87.  | 28 de maig de 1979      | Roland Garros (3)                                          | Terra batuda | Wendy Turnbull          | 6−2, 6−0         |
| Guanyadora | 88.  | 18 de juny de 1979      | Eastbourne (3)                                             | Gespa        | Martina Navrátilová     | 7−5, 5−7, 13−11  |
| Finalista  | 26.  | 25 de juny de 1979      | Wimbledon (3)                                              | Gespa        | Martina Navrátilová     | 4−6, 4−6         |
| Guanyadora | 89.  | 6 d'agost de 1979       | Indianapolis (5)                                           | Terra batuda | Evonne Goolagong        | 6−4, 6−3         |
| Guanyadora | 90.  | 20 d'agost de 1979      | Mahwah (2)                                                 | Dura         | Tracy Austin            | 6−7, 6−4, 6−1    |
| Finalista  | 27.  | 27 d'agost de 1979      | US Open                                                    | Dura         | Tracy Austin            | 4−6, 3−6         |
| Finalista  | 28.  | 8 d'octubre de 1979     | Phoenix                                                    | Dura         | Martina Navrátilová     | 1−6, 3−6         |
| Finalista  | 29.  | 19 de novembre de 1979  | Brighton, Regne Unit                                       | Moqueta (i)  | Martina Navrátilová     | 3−6, 3−6         |
| Finalista  | 30.  | 7 de gener de 1980      | Cincinnati                                                 | Moqueta (i)  | Tracy Austin            | 2−6, 1−6         |
| Finalista  | 31.  | 21 de gener de 1980     | Chicago                                                    | Moqueta (i)  | Martina Navrátilová     | 4−6, 4−6         |
| Guanyadora | 91.  | 5 de maig de 1980       | Perusa (3)                                                 | Terra batuda | Virginia Ruzici         | 5−7, 6−2, 6−2    |
| Guanyadora | 92.  | 26 de maig de 1980      | Roland Garros (4)                                          | Terra batuda | Virginia Ruzici         | 6−0, 6−3         |
| Guanyadora | 92.  | 9 de juny de 1980       | Chichester, Regne Unit                                     | Gespa        | Evonne Goolagong        | 6−3, 6−7, 7−5    |
| Finalista  | 32.  | 23 de juny de 1980      | Wimbledon (4)                                              | Gespa        | Evonne Goolagong        | 1−6, 6−7         |
| Guanyadora | 94.  | 4 d'agost de 1980       | Indianapolis (6)                                           | Terra batuda | Andrea Jaeger           | 6−4, 6−3         |
| Guanyadora | 95.  | 11 d'agost de 1980      | Toronto (2)                                                | Dura         | Virginia Ruzici         | 6−3, 6−1         |
| Guanyadora | 96.  | 25 d'agost de 1980      | US Open (5)                                                | Dura         | Hana Mandlíková         | 5−7, 6−1, 6−1    |
| Guanyadora | 97.  | 13 d'octubre de 1980    | Deerfield Beach, Estats Units                              | Dura         | Andrea Jaeger           | 6−4, 6−1         |
| Guanyadora | 98.  | 20 d'octubre de 1980    | Brighton                                                   | Moqueta (i)  | Martina Navrátilová     | 6−4, 5−7, 6−3    |
| Guanyadora | 99.  | 16 de març de 1981      | Boston                                                     | Moqueta (i)  | Mima Jaušovec           | 6−4, 6−4         |
| Guanyadora | 100. | 4 d'abril de 1981       | Torneig de Carlsbad (2)                                    | Dura         | Hana Mandlíková         | 6−4, 6−3         |
| Guanyadora | 101. | 6 d'abril de 1981       | Hilton Head (6)                                            | Terra batuda | Pam Shriver             | 6−3, 6−2         |
| Guanyadora | 102. | 20 d'abril de 1981      | Amelia Island, Estats Units                                | Terra batuda | Martina Navrátilová     | 6−0, 6−0         |
| Guanyadora | 103. | 4 de maig de 1981       | Perusa (4)                                                 | Terra batuda | Virginia Ruzici         | 6−1, 6−2         |
| Guanyadora | 104. | 11 de maig de 1981      | Lugano, Suïssa                                             | Terra batuda | Virginia Ruzici         | 6−1, 6−1         |
| Guanyadora | 105. | 22 de juny de 1981      | Wimbledon (3)                                              | Gespa        | Hana Mandlíková         | 6−2, 6−2         |
| Finalista  | 33.  | 17 d'agost de 1981      | Toronto                                                    | Dura         | Tracy Austin            | 1−6, 4−6         |
| Guanyadora | 106. | 12 d'octubre de 1981    | Deerfield Beach (2)                                        | Dura         | Andrea Jaeger           | 4−6, 6−3, 6−0    |
| Finalista  | 34.  | 16 de novembre de 1981  | Tòquio                                                     | Moqueta (i)  | Martina Navrátilová     | 3−6, 2−6         |
| Guanyadora | 107. | 23 de novembre de 1981  | Sydney, Austràlia                                          | Gespa        | Martina Navrátilová     | 6−4, 2−6, 6−1    |
| Finalista  | 35.  | 30 de novembre de 1981  | Open d'Austràlia (2)                                       | Gespa        | Martina Navrátilová     | 7−6(4), 4−6, 5−7 |
| Finalista  | 36.  | 22 de febrer de 1982    | Oakland (3)                                                | Moqueta (i)  | Andrea Jaeger           | 6−7, 4−6         |
| Guanyadora | 108. | 3 d'abril de 1982       | Palm Beach, Estats Units                                   | Terra batuda | Andrea Jaeger           | 6−1, 7−5         |
| Guanyadora | 109. | 19 d'abril de 1982      | Amelia Island (2)                                          | Terra batuda | Andrea Jaeger           | 6−3, 6−1         |
| Guanyadora | 110. | 3 de maig de 1982       | Perusa (5)                                                 | Terra batuda | Hana Mandlíková         | 6−0, 6−2         |
| Guanyadora | 111. | 10 de maig de 1982      | Lugano (2)                                                 | Terra batuda | Andrea Temesvári        | 6−0, 6−3         |
| Finalista  | 37.  | 21 de juny de 1982      | Wimbledon (5)                                              | Gespa        | Martina Navrátilová     | 1−6, 6−3, 2−6    |
| Guanyadora | 112. | 9 d'agost de 1982       | Atlanta (4)                                                | Dura         | Susan Mascarin          | 6−3, 6−1         |
| Guanyadora | 113. | 30 d'agost de 1982      | US Open (6)                                                | Dura         | Hana Mandlíková         | 6−3, 6−1         |
| Guanyadora | 114. | 4 d'octubre de 1982     | Deerfield Beach (2)                                        | Dura         | Andrea Jaeger           | 6−1, 6−1         |
| Guanyadora | 115. | 11 d'octubre de 1982    | Tampa, Estats Units                                        | Dura         | Andrea Jaeger           | 3−6, 6−1, 6−4    |
| Finalista  | 38.  | 25 d'octubre de 1982    | Brighton (2)                                               | Moqueta (i)  | Martina Navrátilová     | 1−6, 4−6         |
| Guanyadora | 116. | 15 de novembre de 1982  | Tòquio (2)                                                 | Moqueta (i)  | Andrea Jaeger           | 6−3, 6−2         |
| Guanyadora | 117. | 29 de novembre de 1982  | Open d'Austràlia                                           | Gespa        | Martina Navrátilová     | 6−3, 2−6, 6−3    |
| Finalista  | 39.  | 13 de desembre de 1982  | Toyota Series Championships, East Rutherford, Estats Units | Dura (i)     | Martina Navrátilová     | 6−4, 1−6, 2−6    |
| Guanyadora | 118. | 31 de gener de 1983     | Palm Beach (2)                                             | Terra batuda | Andrea Jaeger           | 6−3, 6−3         |
| Finalista  | 40.  | 7 de març de 1983       | Dallas (2)                                                 | Moqueta (i)  | Martina Navrátilová     | 4−6, 0−6         |
| Finalista  | 41.  | 21 de març de 1983      | VS Championships, Nova York (3)                            | Moqueta (i)  | Martina Navrátilová     | 2−6, 0−6         |
| Guanyadora | 119. | 11 d'abril de 1983      | Amelia Island (3)                                          | Terra batuda | Carling Bassett         | 6−3, 2−6, 7−5    |
| Guanyadora | 120. | 16 de maig de 1983      | Berlín, Alemanya                                           | Terra batuda | Kathleen Horvath        | 6−4, 7−6         |
| Guanyadora | 121. | 23 de maig de 1983      | Roland Garros (5)                                          | Terra batuda | Mima Jaušovec           | 6−1, 6−2         |
| Finalista  | 42.  | 8 d'agost de 1983       | Los Angeles                                                | Dura         | Martina Navrátilová     | 1−6, 3−6         |
| Finalista  | 43.  | 15 d'agost de 1983      | Toronto (2)                                                | Dura         | Martina Navrátilová     | 4−6, 6−4, 1−6    |
| Finalista  | 44.  | 29 d'agost de 1983      | US Open (2)                                                | Dura         | Martina Navrátilová     | 1−6, 3−6         |
| Guanyadora | 122. | 17 d'octubre de 1983    | Brighton (2)                                               | Moqueta (i)  | Jo Durie                | 6−1, 6−1         |
| Guanyadora | 123. | 7 de novembre de 1983   | Deerfield Beach (3)                                        | Dura         | Bonnie Gadusek          | 6−0, 6−4         |
| Finalista  | 45.  | 21 de novembre de 1983  | Tòquio (2)                                                 | Moqueta (i)  | Martina Navrátilová     | 2−6, 2−6         |
| Finalista  | 46.  | 20 de febrer de 1984    | Livingston (2)                                             | Moqueta (i)  | Martina Navrátilová     | 2−6, 6−7         |
| Finalista  | 47.  | 27 de febrer de 1984    | VS Championships, Nova York (4)                            | Moqueta (i)  | Martina Navrátilová     | 6−3, 5−7, 1−6    |
| Guanyadora | 124. | 12 de març de 1984      | Palm Beach (2)                                             | Terra batuda | Bonnie Gadusek          | 6−0, 6−1         |
| Guanyadora | 125. | 9 d'abril de 1984       | Hilton Head (7)                                            | Terra batuda | Claudia Kohde-Kilsch    | 6−2, 6−3         |
| Finalista  | 48.  | 16 d'abril de 1984      | Amelia Island                                              | Terra batuda | Martina Navrátilová     | 2−6, 0−6         |
| Guanyadora | 126. | 30 d'abril de 1984      | Johannesburg, Sud-àfrica                                   | Dura (i)     | Andrea Jaeger           | 6−3, 6−0         |
| Finalista  | 49.  | 21 de maig de 1984      | Perusa (2)                                                 | Terra batuda | Manuela Maleeva         | 3−6, 3−6         |
| Finalista  | 50.  | 28 de maig de 1984      | Roland Garros (2)                                          | Terra batuda | Martina Navrátilová     | 3−6, 1−6         |
| Finalista  | 51.  | 25 de juny de 1984      | Wimbledon (6)                                              | Gespa        | Martina Navrátilová     | 6−7, 2−6         |
| Guanyadora | 127. | 20 d'agost de 1984      | Mont-real (3)                                              | Dura         | Alycia Moulton          | 6−2, 7−6         |
| Finalista  | 52.  | 27 d'agost de 1984      | US Open (3)                                                | Dura         | Martina Navrátilová     | 6−4, 4−6, 4−6    |
| Guanyadora | 128. | 1 d'octubre de 1984     | Los Angeles (3)                                            | Dura         | Wendy Turnbull          | 6−2, 6−3         |
| Guanyadora | 129. | 26 de novembre de 1984  | Open d'Austràlia (2)                                       | Gespa        | Helena Suková           | 6−7(4), 6−1, 6−3 |
| Guanyadora | 130. | 21 de gener de 1985     | Key Biscayne (3)                                           | Dura         | Martina Navrátilová     | 6−2, 6−4         |
| Finalista  | 53.  | 5 de febrer de 1985     | Delray Beach, Estats Units                                 | Dura         | Martina Navrátilová     | 2−6, 4−6         |
| Finalista  | 54.  | 18 de febrer de 1985    | Oakland (4)                                                | Moqueta (i)  | Hana Mandlíková         | 2−6, 4−6         |
| Finalista  | 55.  | 11 de març de 1985      | Dallas (3)                                                 | Moqueta (i)  | Martina Navrátilová     | 3−6, 4−6         |
| Guanyadora | 131. | 1 d'abril de 1985       | Palm Beach (3)                                             | Terra batuda | Hana Mandlíková         | 6−3, 6−3         |
| Guanyadora | 132. | 1 d'abril de 1985       | Hilton Head (8)                                            | Terra batuda | Gabriela Sabatini       | 6−4, 6−0         |
| Finalista  | 56.  | 15 d'abril de 1985      | Amelia Island (2)                                          | Terra batuda | Zina Garrison           | 4−6, 3−6         |
| Guanyadora | 133. | 13 de maig de 1985      | Berlín (2)                                                 | Terra batuda | Steffi Graf             | 6−4, 7−5         |
| Guanyadora | 134. | 27 de maig de 1985      | Roland Garros (6)                                          | Terra batuda | Martina Navrátilová     | 6−3, 6−7(4), 7−5 |
| Finalista  | 57.  | 24 de juny de 1985      | Wimbledon (7)                                              | Gespa        | Martina Navrátilová     | 6−4, 3−6, 2−6    |
| Guanyadora | 135. | 15 de juliol de 1985    | Newport (2)                                                | Gespa        | Pam Shriver             | 6−4, 6−1         |
| Guanyadora | 136. | 5 d'agost de 1985       | Toronto (4)                                                | Dura         | Claudia Kohde-Kilsch    | 6−2, 6−4         |
| Guanyadora | 137. | 23 de setembre de 1985  | Nova Orleans, Estats Units                                 | Moqueta (i)  | Pam Shriver             | 6−4, 7−5         |
| Guanyadora | 138. | 21 d'octubre de 1985    | Brighton (3)                                               | Moqueta (i)  | Manuela Maleeva         | 7−5, 6−3         |
| Guanyadora | 139. | 11 de novembre de 1985  | Tòquio (3)                                                 | Moqueta (i)  | Manuela Maleeva         | 7−5, 6−0         |
| Finalista  | 58.  | 25 de novembre de 1985  | Open d'Austràlia (3)                                       | Gespa        | Martina Navrátilová     | 2−6, 6−4, 2−6    |
| Guanyadora | 140. | 27 de gener de 1986     | Key Biscayne (4)                                           | Dura         | Steffi Graf             | 6−3, 6−1         |
| Guanyadora | 141. | 10 de febrer de 1986    | Boca Raton                                                 | Dura         | Steffi Graf             | 6−4, 6−2         |
| Guanyadora | 142. | 24 de febrer de 1986    | Oakland (3)                                                | Moqueta (i)  | Kathy Jordan            | 6−2, 6−4         |
| Finalista  | 59.  | 10 de març de 1986      | Dallas (4)                                                 | Moqueta (i)  | Martina Navrátilová     | 2−6, 1−6         |
| Guanyadora | 143. | 31 de març de 1986      | Marco Island, Estats Units                                 | Terra batuda | Claudia Kohde-Kilsch    | 6−2, 6−4         |
| Finalista  | 60.  | 7 d'abril de 1986       | Hilton Head                                                | Terra batuda | Steffi Graf             | 4−6, 5−7         |
| Guanyadora | 144. | 5 de maig de 1986       | Houston (3)                                                | Terra batuda | Kathy Rinaldi           | 6−4, 2−6, 6−4    |
| Guanyadora | 145. | 26 de maig de 1986      | Roland Garros (7)                                          | Terra batuda | Martina Navrátilová     | 2−6, 6−3, 6−3    |
| Finalista  | 61.  | 11 d'agost de 1986      | Los Angeles (2)                                            | Dura         | Martina Navrátilová     | 6−7, 3−6         |
| Finalista  | 62.  | 23 de febrer de 1987    | Key Biscayne (2)                                           | Dura         | Steffi Graf             | 1−6, 2−6         |
| Guanyadora | 146. | 16 de març de 1987      | Dallas (2)                                                 | Moqueta (i)  | Pam Shriver             | 6−1, 6−3         |
| Guanyadora | 147. | 20 d'abril de 1987      | Houston (4)                                                | Terra batuda | Martina Navrátilová     | 3−6, 6−1, 7−6    |
| Guanyadora | 148. | 27 d'abril de 1987      | Tampa (2)                                                  | Terra batuda | Kate Gompert            | 6−3, 6−2         |
| Guanyadora | 149. | 18 de maig de 1987      | Ginebra (3)                                                | Terra batuda | Manuela Maleeva         | 6−3, 4−6, 6−2    |
| Finalista  | 63.  | 10 d'agost de 1987      | Los Angeles (3)                                            | Dura         | Steffi Graf             | 3−6, 4−6         |
| Guanyadora | 150. | 28 de setembre de 1987  | Nova Orleans (2)                                           | Moqueta (i)  | Lori McNeil             | 6−3, 7−5         |
| Finalista  | 64.  | 12 d'octubre de 1987    | Filderstadt, Alemanya                                      | Dura (i)     | Martina Navrátilová     | 5−7, 1−6         |
| Finalista  | 65.  | 2 de novembre de 1987   | Worcester (2)                                              | Moqueta (i)  | Pam Shriver             | 4−6, 6−4, 0−6    |
| Finalista  | 66.  | 11 de gener de 1988     | Open d'Austràlia (4)                                       | Dura         | Steffi Graf             | 1−6, 6−7(3)      |
| Finalista  | 67.  | 14 de març de 1988      | Key Biscayne (3)                                           | Dura         | Steffi Graf             | 4−6, 4−6         |
| Guanyadora | 150. | 28 de març de 1988      | Tampa (3)                                                  | Terra batuda | Arantxa Sánchez Vicario | 7−6, 6−4         |
| Guanyadora | 152. | 18 d'abril de 1988      | Houston (5)                                                | Terra batuda | Martina Navrátilová     | 6−0, 6−4         |
| Guanyadora | 153. | 8 d'agost de 1988       | Los Angeles (4)                                            | Dura         | Gabriela Sabatini       | 2−6, 6−1, 6−1    |
| Guanyadora | 154. | 3 d'octubre de 1988     | Nova Orleans (3)                                           | Dura         | Anne Smith              | 6−4, 6−1         |
| Finalista  | 68.  | 10 d'octubre de 1988    | Filderstadt (2)                                            | Dura (i)     | Martina Navrátilová     | 2−6, 3−6         |
| Finalista  | 69.  | 7 de novembre de 1988   | Chicago (2)                                                | Moqueta (i)  | Martina Navrátilová     | 2−6, 2−6         |
| Finalista  | 70.  | 13 de març de 1989      | Boca Raton                                                 | Dura         | Steffi Graf             | 6−4, 2−6, 3−6    |
| Finalista  | 71.  | 20 de març de 1989      | Key Biscayne (4)                                           | Dura         | Gabriela Sabatini       | 1−6, 6−4, 2−6    |
| Finalista  | 72.  | 24 d'abril de 1989      | Houston (2)                                                | Terra batuda | Monica Seles            | 6−3, 1−6, 4−6    |

#### Períodes com a número 1
| Núm. | Precedida per           | Dates                   | Succeïda per            | Setmanes | Acumulat |
| ---- | ----------------------- | ----------------------- | ----------------------- | -------- | -------- |
| 1.   | −                       | 03/11/1975 − 25/04/1976 | Evonne Goolagong Cawley | 25       | 25       |
| 2.   | Evonne Goolagong Cawley | 10/05/1976 − 09/07/1978 | Martina Navrátilová     | 113      | 138      |
| 3.   | Martina Navrátilová     | 15/01/1979 − 28/01/1979 | Martina Navrátilová     | 2        | 140      |
| 4.   | Martina Navrátilová     | 26/02/1979 − 15/04/1979 | Martina Navrátilová     | 7        | 147      |
| 5.   | Martina Navrátilová     | 25/06/1979 − 09/09/1979 | Martina Navrátilová     | 11       | 158      |
| 6.   | Tracy Austin            | 17/11/1980 − 02/05/1982 | Martina Navrátilová     | 76       | 234      |
| 7.   | Martina Navrátilová     | 17/05/1982 − 13/06/1982 | Martina Navrátilová     | 4        | 238      |
| 8.   | Martina Navrátilová     | 10/06/1985 − 13/10/1985 | Martina Navrátilová     | 18       | 256      |
| 9.   | Martina Navrátilová     | 28/10/1985 − 24/11/1985 | Martina Navrátilová     | 4        | 260      |

### Dobles: 56 (30−26)
| Llegenda                                               |
| ------------------------------------------------------ |
| Grand Slams (3−1)                                      |
| Virginia Slims Championships / WTA Championships (0−1) |
| Altres (27−24)                                         |

| Resultat   | Núm. | Data                   | Torneig                                                   | Superfície   | Parella             | Oponents en la final                 | Marcador          |
| ---------- | ---- | ---------------------- | --------------------------------------------------------- | ------------ | ------------------- | ------------------------------------ | ----------------- |
| Guanyadora | 1.   | 12 d'abril de 1971     | Charlotte, Estats Units                                   | Terra batuda | Sue Stap            | Janet Newberry Eliza Pande           | 6−3, 1−6, 6−3     |
| Finalista  | 1.   | 5 de maig de 1971      | Tulsa, Estats Units                                       | Terra batuda | Jeanne Evert        | Mary-Ann Eisel Karin Benson          | 6−2, 5−7, 5−7     |
| Guanyadora | 2.   | 22 d'abril de 1973     | Saint Petersburg, Estats Units                            | Terra batuda | Jeanne Evert        | Evonne Goolagong Janet Young         | 6−2, 7−6          |
| Finalista  | 2.   | 11 de juny de 1973     | Nottingham, Regne Unit                                    |              | Betty Stöve         | Rosie Casals Billie Jean King        | 2−6, 7−9          |
| Guanyadora | 3.   | 30 de juliol de 1973   | Atlantic City, Estats Units                               |              | Marita Redondo      | Ilana Kloss Pat Walkden              | 6−4, 6−4          |
| Finalista  | 3.   | 20 de novembre de 1973 | Johannesburg, Sud-àfrica                                  |              | Virginia Wade       | Linky Boshoff Ilana Kloss            | 6−7, 6−2, 1−6     |
| Guanyadora | 4.   | 14 de gener de 1974    | San Francisco, Estats Units                               | Dura         | Billie Jean King    | Françoise Dürr Betty Stöve           | 6−4, 6−2          |
| Finalista  | 4.   | 21 de gener de 1974    | Palm Springs, Estats Units                                |              | Billie Jean King    | Kerry Harris Lesley Hunt             | 5−7, 4−6          |
| Guanyadora | 5.   | 25 de febrer de 1974   | Chicago, Estats Units                                     | Moqueta (i)  | Billie Jean King    | Françoise Dürr Betty Stöve           | 3−6, 6−4, 6−4     |
| Guanyadora | 6.   | 8 d'abril de 1974      | Sarasota, Estats Units                                    |              | Evonne Goolagong    | Tory Ann Fretz Cecilia Martinez      | 6−2, 6−2          |
| Finalista  | 5.   | 15 d'abril de 1974     | Saint Petersburg                                          | Terra batuda | Evonne Goolagong    | Olga Morozova Betty Stöve            | 4−6, 2−6          |
| Guanyadora | 7.   | 3 de juny de 1974      | Roland Garros, França                                     | Terra batuda | Olga Morozova       | Gail Sherriff Katja Ebbinghaus       | 6−4, 2−6, 6−1     |
| Finalista  | 6.   | 11 de juny de 1974     | Nottingham (2)                                            |              | Betty Stöve         | Rosie Casals Billie Jean King        | 2−6, 7−9          |
| Finalista  | 7.   | 17 de juny de 1974     | Eastbourne, Regne Unit                                    | Gespa        | Olga Morozova       | Helen Gourlay Karen Krantzcke        | 2−6, 7−9          |
| Finalista  | 8.   | 5 d'agost de 1974      | Indianapolis, Estats Units                                | Terra batuda | Jeanne Evert        | Gail Sherriff Julie Heldman          | 3−6, 1−6          |
| Finalista  | 9.   | 12 d'agost de 1974     | Toronto, Canadà                                           | Dura         | Jeanne Evert        | Gail Sherriff Julie Heldman          | 3−6, 4−6          |
| Guanyadora | 8.   | 6 de gener de 1975     | San Francisco (2)                                         | Dura         | Billie Jean King    | Rosie Casals Virginia Wade           | 6−2, 7−5          |
| Guanyadora | 9.   | 13 de gener de 1975    | Sarasota (2)                                              |              | Billie Jean King    | Betty Stöve Virginia Wade            | 6−4, 6−2          |
| Finalista  | 10.  | 3 de febrer de 1975    | Akron, Estats Units                                       |              | Martina Navrátilová | Françoise Dürr Betty Stöve           | 5−7, 6−7          |
| Guanyadora | 10.  | 10 de febrer de 1975   | Chicago (2)                                               | Moqueta (i)  | Martina Navrátilová | Margaret Court Olga Morozova         | 6−2, 7−6          |
| Finalista  | 11.  | 3 de març de 1975      | Boston, Estats Units                                      | Dura (i)     | Martina Navrátilová | Rosie Casals Billie Jean King        | 3−6, 4−6          |
| Guanyadora | 11.  | 26 de maig de 1975     | Roma, Itàlia                                              | Terra batuda | Martina Navrátilová | Sue Barker Glynis Coles              | 6−1, 6−2          |
| Guanyadora | 12.  | 2 de juny de 1975      | Roland Garros (2)                                         | Terra batuda | Martina Navrátilová | Julie Anthony Olga Morozova          | 6−3, 6−2          |
| Guanyadora | 13.  | 15 de setembre de 1975 | Atlanta, Estats Units                                     | Moqueta (i)  | Martina Navrátilová | Françoise Dürr Betty Stöve           | 6−4, 5−7, 6−2     |
| Guanyadora | 14.  | 29 de setembre de 1975 | Palm Springs                                              | Dura (i)     | Martina Navrátilová | Gail Glasgow Betty-Ann Stuart        | 6−3, 7−5          |
| Finalista  | 12.  | 13 d'octubre de 1975   | Orlando, Estats Units                                     | Terra batuda | Martina Navrátilová | Rosie Casals Wendy Overton           | Retirada          |
| Finalista  | 13.  | 12 de gener de 1976    | Houston, Estats Units                                     | Moqueta (i)  | Martina Navrátilová | Françoise Dürr Rosie Casals          | 0−6, 5−7          |
| Finalista  | 14.  | 17 de febrer de 1976   | Detroit, Estats Units                                     |              | Betty Stöve         | Mona Schallau Ann Kiyomura           | 3−6, 4−6          |
| Finalista  | 15.  | 14 de juny de 1976     | Eastbourne (2)                                            | Gespa        | Martina Navrátilová | Olga Morozova Virginia Wade          | Final cancel·lada |
| Guanyadora | 15.  | 21 de juny de 1976     | Wimbledon, Regne Unit                                     | Gespa        | Martina Navrátilová | Billie Jean King Betty Stöve         | 6−1, 3−6, 7−5     |
| Guanyadora | 16.  | 17 d'octubre de 1976   | Palm Springs (2)                                          | Dura (i)     | Martina Navrátilová | Billie Jean King Betty Stöve         | 6−2, 6−4          |
| Finalista  | 16.  | 1 de novembre de 1976  | Londres                                                   |              | Rosie Casals        | Virginia Wade Betty Stöve            | 3−6, 6−2, 3−6     |
| Finalista  | 17.  | 10 de gener de 1977    | Hollywood                                                 |              | Rosie Casals        | Martina Navrátilová Betty Stöve      | 4−6, 6−3, 4−6     |
| Guanyadora | 17.  | 31 de gener de 1977    | Seattle, Estats Units                                     | Moqueta (i)  | Rosie Casals        | Françoise Dürr Martina Navrátilová   | 6−4, 3−6, 6−3     |
| Guanyadora | 18.  | 7 de febrer de 1977    | Chicago (3)                                               | Moqueta (i)  | Rosie Casals        | Margaret Court Betty Stöve           | 6−3, 6−4          |
| Guanyadora | 19.  | 14 de febrer de 1977   | Los Angeles, Estats Units                                 | Dura (i)     | Rosie Casals        | Martina Navrátilová Betty Stöve      | 6−2, 6−4          |
| Guanyadora | 20.  | 28 de març de 1977     | Hilton Head, Estats Units                                 | Terra batuda | Rosie Casals        | Françoise Dürr Virginia Wade         | 6−4, 6−2          |
| Guanyadora | 21.  | 19 de juny de 1978     | Eastbourne                                                | Gespa        | Betty Stöve         | Billie Jean King Martina Navrátilová | 6−4, 6−7, 7−5     |
| Guanyadora | 22.  | 8 de gener de 1979     | Oakland, Estats Units                                     | Moqueta (i)  | Rosie Casals        | Tracy Austin Betty Stöve             | 3−6, 6−4, 6−3     |
| Guanyadora | 23.  | 12 de febrer de 1979   | Los Angeles, Estats Units                                 | Dura (i)     | Rosie Casals        | Martina Navrátilová Anne Smith       | 6−4, 1−6, 6−3     |
| Finalista  | 18.  | 26 de febrer de 1979   | Dallas, Estats Units                                      | Moqueta (i)  | Rosie Casals        | Martina Navrátilová Anne Smith       | 6−7, 2−6          |
| Finalista  | 19.  | 8 d'octubre de 1979    | Phoenix, Estats Units                                     | Dura         | Rosie Casals        | Betty Stöve Wendy Turnbull           | 3−6, 6−7          |
| Finalista  | 20.  | 2 de gener de 1980     | Colgate Series Championships, Washington DC, Estats Units | Moqueta (i)  | Rosie Casals        | Billie Jean King Martina Navrátilová | 4−6, 3−6          |
| Finalista  | 21.  | 4 de maig de 1981      | Roma                                                      | Terra batuda | Virginia Ruzici     | Candy Reynolds Paula Smith           | 5−7, 1−6          |
| Finalista  | 22.  | 9 d'agost de 1982      | Atlanta                                                   | Dura         | Billie Jean King    | Kathy Jordan Betsy Nagelsen          | 4−6, 7−6, 6−7     |
| Guanyadora | 24.  | 17 d'octubre de 1983   | Brighton, Regne Unit                                      | Moqueta (i)  | Pam Shriver         | Jo Durie Ann Kiyomura                | 6−4, 1−6, 6−3     |
| Guanyadora | 25.  | 1 d'octubre de 1984    | Los Angeles (2)                                           | Dura (i)     | Wendy Turnbull      | Bettina Bunge Eva Pfaff              | 6−2, 6−4          |
| Finalista  | 23.  | 15 d'abril de 1985     | Amelia Island, Estats Units                               | Terra batuda | Carling Bassett     | Rosalyn Fairbank Hana Mandlíková     | 1−6, 6−2, 2−6     |
| Guanyadora | 26.  | 15 de juliol de 1985   | Newport, Estats Units                                     | Gespa        | Wendy Turnbull      | Pam Shriver Elizabeth Smylie         | 6−4, 7−6          |
| Guanyadora | 27.  | 23 de setembre de 1985 | La Nouvelle-Orléans, Estats Units                         | Moqueta (i)  | Wendy Turnbull      | Mary Lou Piatek Anne White           | 6−1, 6−2          |
| Finalista  | 24.  | 10 de febrer de 1986   | Boca Raton, Estats Units                                  | Dura         | Wendy Turnbull      | Pam Shriver Helena Suková            | 2−6, 3−6          |
| Guanyadora | 28.  | 7 d'abril de 1986      | Hilton Head (2)                                           | Terra batuda | Anne White          | Steffi Graf Catherine Tanvier        | 6−3, 6−3          |
| Guanyadora | 29.  | 5 de maig de 1986      | Houston                                                   | Terra batuda | Wendy Turnbull      | Elise Burgin Joanne Russell          | 6−2, 6−4          |
| Finalista  | 25.  | 16 de febrer de 1987   | Boca Raton (2)                                            | Dura         | Pam Shriver         | Svetlana Chernev Larisa Savchenko    | 0−6, 6−3, 2−6     |
| Guanyadora | 30.  | 27 d'abril de 1987     | Tampa, Estats Units                                       | Terra batuda | Wendy Turnbull      | Elise Burgin Rosalyn Fairbank        | 6−4, 6−3          |
| Finalista  | 26.  | 11 de gener de 1988    | Open d'Austràlia, Austràlia                               | Dura         | Wendy Turnbull      | Martina Navrátilová Pam Shriver      | 0−6, 5−7          |

### Dobles mixts: 1 (0−1)
| Resultat  | Núm. | Data               | Torneig               | Superfície | Parella       | Oponents en la final         | Marcador |
| --------- | ---- | ------------------ | --------------------- | ---------- | ------------- | ---------------------------- | -------- |
| Finalista | 1.   | 26 d'agost de 1974 | US Open, Estats Units | Gespa      | Jimmy Connors | Pam Teeguarden Geoff Masters | 1−6, 6−7 |

### Equips: 9 (8−1)
| Resultat   | Núm. | Data                   | Torneig                            | Superfície   | Equip                                         | Oponents                                     | Marcador |
| ---------- | ---- | ---------------------- | ---------------------------------- | ------------ | --------------------------------------------- | -------------------------------------------- | -------- |
| Guanyadora | 1.   | 13 de juny de 1977     | Fed Cup, Eastbourne, Regne Unit    | Gespa        | Rosie Casals Billie Jean King                 | Dianne Balestrat Kerry Reid Wendy Turnbull   | 2−1      |
| Guanyadora | 2.   | 27 de novembre de 1978 | Fed Cup, Melbourne, Austràlia      |              | Tracy Austin Rosie Casals Billie Jean King    | Kerry Reid Wendy Turnbull                    | 2−1      |
| Guanyadora | 3.   | 30 d'abril de 1979     | Fed Cup, Madrid, Espanya           | Terra batuda | Tracy Austin Rosie Casals Billie Jean King    | Dianne Balestrat Kerry Reid Wendy Turnbull   | 3−0      |
| Guanyadora | 4.   | 19 de maig de 1980     | Fed Cup, Berlín, Alemanya          | Terra batuda | Tracy Austin Rosie Casals Kathy Jordan        | Dianne Balestrat Susan Leo Wendy Turnbull    | 3−0      |
| Guanyadora | 5.   | 9 de novembre de 1981  | Fed Cup, Tòquio (Japó)             | Terra batuda | Rosie Casals Andrea Jaeger Kathy Jordan       | Sue Barker Jo Durie Virginia Wade            | 3−0      |
| Guanyadora | 6.   | 19 de juliol de 1982   | Fed Cup, Santa Clara, Estats Units | Dura         | Andrea Leand Martina Navrátilová              | Bettina Bunge Claudia Kohde-Kilsch           | 3−0      |
| Guanyadora | 7.   | 20 de juliol de 1986   | Fed Cup, Praga, Txecoslovàquia     | Terra batuda | Zina Garrison Martina Navrátilová Pam Shriver | Hana Mandlíková Helena Suková                | 3−0      |
| Finalista  | 1.   | 26 de juliol de 1987   | Fed Cup, Vancouver, Canadà         |              | Pam Shriver                                   | Steffi Graf Claudia Kohde-Kilsch Silke Meier | 1−2      |
| Guanyadora | 8.   | 1 d'octubre de 1989    | Fed Cup, Tòquio                    | Dura         | Zina Garrison Martina Navrátilová Pam Shriver | Conchita Martínez Arantxa Sánchez Vicario    | 3−0      |

## Trajectòria

### Individual
| Torneig | 1971 | 1972 | 1973 | 1974 | 1975 | 1976 | 1977 | 1977 | 1978 | 1979 | 1980 | 1981 | 1982 | 1983 | 1984 | 1985 | 1986 | 1987 | 1988 | 1989 | Torneigs G/P |  |
| --- | ---- | ---- | ---- | ---- | ---- | ---- | ---- | ---- | ---- | ---- | ---- | ---- | ---- | ---- | ---- | ---- | ---- | ---- | ---- | ---- | ------------ |  |
| Open d'Austràlia | A    | A    | A    | F    | A    | A    | A    | A    | A    | A    | A    | F    | G    | A    | G    | F    | NC   | A    | F    | A    | 2 / 6        |  |
| Roland Garros | A    | A    | F    | G    | G    | A    | A    | A    | A    | G    | G    | SF   | SF   | G    | F    | G    | G    | SF   | 3R   | A    | 7 / 13       |  |
| Wimbledon | A    | SF   | F    | G    | SF   | G    | SF   | SF   | F    | F    | F    | G    | F    | 3R   | F    | F    | SF   | SF   | SF   | SF   | 3 / 18       |  |
| US Open | SF   | SF   | SF   | SF   | G    | G    | G    | G    | G    | F    | G    | SF   | G    | F    | F    | SF   | SF   | QF   | SF   | QF   | 6 / 19       |  |
| Rànquing a final d'any | −    | −    | −    | −    | 1    | 1    | 1    | 1    | 1    | 2    | 1    | 1    | 2    | 2    | 2    | 2    | 2    | 3    | 3    | 10   |              |  |
| Llegenda: G: Guanyadora; F: Finalista; SF: Semifinalista; QF: Quarts de final; Q: Qualificació; A: Absent; RR: Round Robin |      |      |      |      |      |      |      |      |      |      |      |      |      |      |      |      |      |      |      |      |              |  |

Notes
- L'Open d'Austràlia es va celebrar en dues ocasions l'any 1977 (gener i desembre) i cap al 1986.
- La seva retirada es va produir el setembre de 1989 ocupant la quart posició del rànquing però va acabar l'any en desena posició.